# Emmanuel Adebayor
Sheyi Emmanuel Adebayor (* 26. Februar 1984 in Lomé) ist ein ehemaliger togoischer Fußballspieler.

## Karriere

### Verein
Emmanuel Adebayors Karriere hatte in Togo beim CDS Lomé begonnen, ehe er 1999 bei einem Nachwuchsturnier in Schweden von Scouts des französischen Erstligisten FC Metz entdeckt wurde. Drei Jahre später stand er in der Ligue 1 für den FC Metz erstmals auf dem Platz. In seiner ersten Saison erzielte er in zehn Spielen zwei Tore und stieg am Saisonende in die Ligue 2 ab. Eine Liga tiefer verhalf er dem FC Metz mit 13 Saisontoren zum direkten Wiederaufstieg.
Nach dieser Saison wechselte er 2003 zur AS Monaco. Bei den Monegassen sicherte er sich gegen die Konkurrenz von Fernando Morientes und Shabani Nonda einen Stammplatz und erzielte in 31 Einsätzen acht Tore. Am Erreichen des Champions-League-Finales hatte Adebayor jedoch wenig Anteil, da er zumeist nur Ersatzspieler war und nach dem Viertelfinale nicht mehr eingesetzt wurde. Eine Saison später spielte er für die Monegassen 34-mal und erzielte neun Tore.
In der Winterpause der Saison 2005/06 wechselte Adebayor zum englischen Klub FC Arsenal. Meistens spielte er neben Robin van Persie. Ab November 2007 und in Abwesenheit seines verletzten Sturmpartners steigerte sich seine Torgefährlichkeit; so erzielte er in der Saison 2007/08 insgesamt 24 Tore in 36 Ligaspielen und belegte damit gemeinsam mit Fernando Torres den zweiten Rang in der Torschützenliste der Premier League. 2008 wurde er als erster Togoer zu Afrikas Fußballer des Jahres gewählt.
Zur Saison 2009/10 wechselte Adebayor zu Manchester City und erhielt dort einen Fünfjahresvertrag. Im Januar 2011 wechselte Adebayor leihweise bis Saisonende zu Real Madrid; Madrid verfügte darüber hinaus über eine Kaufoption für den togolesischen Stürmer. Für Real erzielte er fünf Treffer in 14 Ligaspielen; die Kaufoption wurde nicht genutzt. Im August 2011 wurde Adebayor an Tottenham Hotspur verliehen. Nach seiner ersten Saison mit 17 Toren in 33 Einsätzen wurde er im August 2012 schließlich fest verpflichtet, nachdem er zur Sommervorbereitung zunächst zu Manchester City zurückgekehrt war. Am 13. September 2015 wurde sein bis Ende Juni 2016 laufender Vertrag aufgelöst. Im Januar 2016 schloss er sich bis zum Saisonende Crystal Palace an.
Am vorletzten Tag der Wintertransferperiode 2016/17 wechselte Adebayor zum türkischen Herbstmeister Istanbul Başakşehir. Bei den Istanbulern unterschrieb er einen Eineinhalbjahresvertrag.
Am 26. August 2019 schloss er sich Kayserispor an. Nach weiteren Stationen in Paraguay bei Club Olimpia und in seiner Heimat bei AC Semassi FC beendete er 2023 seine aktive Spielerkarriere.

### Nationalmannschaft
In der Qualifikation zur Fußball-Weltmeisterschaft 2006 erzielte Adebayor, Sohn nigerianischer Eltern, elf der 20 Treffer Togos und hatte damit einen großen Anteil am ersten Platz in der Qualifikationsgruppe A, der sein Heimatland zur erstmaligen WM-Teilnahme berechtigte. Zugleich qualifizierte er sich mit Togo durch diese Platzierung auch für die Afrikameisterschaft 2006. Mit seinen elf Treffern war er auch der beste Torschütze in der afrikanischen Qualifikationszone. Adebayor saß in dem Nationalmannschafts-Bus, der auf dem Weg zur Fußball-Afrikameisterschaft 2010 in Angola kurz nach der Einreise in die Exklave Cabinda von Rebellen der FLEC überfallen wurde. Er wurde nicht verletzt. Aufgrund des Angriffes beendete er im April 2010 vorerst seine Nationalmannschaftskarriere und kehrte zum Afrika-Cup 2013 wieder in die Nationalmannschaft zurück.

## Erfolge
Im Verein
- Copa del Rey: 2011

Persönliche Auszeichnungen
- Afrikas Fußballer des Jahres: 2008
- BBC African Footballer of the Year: 2007
- PFA Team of the Year: 2008